# Bangarra Dance Theatre
Das Bangarra Dance Theatre ist ein australisches Tanztheater in Sydney in der Hickson Road, das die Traditionen, Geschichte und Kultur der Aborigines und Torres Strait Islanders mit der Moderne verbindet. International bekannt ist das Theater durch seinen Auftritt anlässlich der Eröffnungsfeier der Olympischen Sommerspiele in Sydney im Jahre 2000 geworden. Heute im Jahre 2009 hat dieses Tanztheater unbestritten internationale Reputation und ist ein Vermittler zwischen den Kulturen geworden.
Das Dance Theatre bewegt sich in der mehr als 40.000 Jahre alten Tradition der australischen Ureinwohner; dabei bezieht es die traditionelle Tanzkunst und die Traumzeit in die Lebensrealität ein und verbindet diese mit moderner künstlerischer Darstellung.

## Gründung
Das Bangarra Dance Theatre wurde im Jahre 1989 von Carole Johnson, dem afroamerikanisch-stämmigen Direktor der National Aboriginal Islander Skills Development Association (NAISDA) gegründet. Bangarra bedeutet in der Sprache Wiradjuri feuermachen.
Stephen Page war der erste künstlerische Direktor ab 1991 und das Theater produzierte erstmals im Jahre 1992 eine mehrstündige Aufführung Praying Mantis Dreaming, der nahezu jährlich neue Produktionen folgten. Besonders erfolgreich, neben den australischen, waren die internationalen Auftritte in den USA und in Großbritannien.

## Internationale Tourneen
Im Jahre 2001 bereiste das Tanztheater sechzehn Städte der USA und machte ihre Tanzkunst erstmals international bekannt. Daraufhin erfolgte eine Einladung zum Monaco Dance Forum, und 2004 fand erneut eine USA-Tour statt, die sie nach New York und Washington sowie 2005 nach Japan und Neuseeland führte. 2006 trat die Gruppe in London und 2008 in den USA, Großbritannien und Europa auf. Im April 2009 führt sie der Weg nach Europa und u. a. nach Wolfsburg in Deutschland.

## Programm 2009
True Stories (wahre Geschichten), das Programm von 2009, ist eine Choreographie namens Emeret Lu (sehr alte Dinge), die traditionellen und zeitgenössischen Tanz mit der realen Umwelt wie Regen, Wind und Jagd verbindet. Die zweite Choreographie X300 hat zum Thema das Leid, das in den 1950er Jahren durch die australisch-englischen Atombombentests, bei Maralinga und auf den Montebello-Inseln, durch radioaktiven Fallout vor allem den Aboriginesvölkern und der gesamten Weltbevölkerung zugefügt wurde.

## Stücke
- 1992 – Praying Mantis Dreaming
- 1995 – Ochres
- 1997 – Fish
- 1997 – Rites
- 2000 – Skin
- 2001 – Corroboree
- 2002 – Walkabout
- 2003 – Bush
- 2004 – Unaipon
- 2004 – CLAN
- 2005 – Boomerang
- 2006 – Gathering
- 2007 – True Stories
- 2008 – Mathinna
- 2009 – True Story
- 2010 – of earth & sky
- 2012 – Terrain
- 2013 – Blak
- 2014 – Patyegarang und Kinship
- 2015 – lore